# NGC 3999
NGC 3999 (również PGC 37647) – galaktyka soczewkowata (S0), znajdująca się w gwiazdozbiorze Lwa. Odkrył ją Lawrence Parsons 25 kwietnia 1878 roku.